# くらべるくらべらー
『くらべるくらべらー』は、2010年11月10日から2011年7月20日まで、TBS系列で放送されていた毎日放送（MBS）製作の情報・バラエティ番組である。放送時間は毎週水曜21:00 - 21:54（JST、初回は2時間スペシャル）。ハイビジョン制作。

## 概要
- 番組タイトルが示すように、世の中のさまざまな事象について「比較」（くらべる）するのをコンセプトとしていた。
- MCには志村けん、プレゼンターには中山秀征とバナナマンの設楽統、そしてフリーアナウンサーで元TBSアナウンサーの小林麻耶が起用された。設楽の相方である日村勇紀はパネリストとしてレギュラー出演した。
- 2011年4月以降はそれまで不定期放送された日本と韓国の芸能界の比較に重点を置き、韓国のタレント・歌手に関する企画を毎週放送することとなり、事実上の韓流・K-POP専門情報番組に一新された。しかし韓流に興味のない視聴者が大量に離れ視聴率が深刻に低下し、リニューアルが覿面に裏目に出てしまい、総合司会の志村が自身の公式ブログで同年7月20日放送分をもって終了することを公表し[2]、最終回は21:00 - 22:48の拡大版で放送された。
- 最終回のラストでは「オーストラリアでは『アイーン』（志村のギャグ）は『元気を出して』という意味である」旨を伝えた後、出演者全員で「アイーン!!」と叫んで締め括った。

## 出演者

### MC（研究所所長）
- 志村けん（ザ・ドリフターズ）

### プレゼンター（研究員）
- 中山秀征
- 設楽統（バナナマン）
- 小林麻耶（フリーアナウンサー）

### レギュラーパネラー（レギュラー会員）
- 日村勇紀（バナナマン）
- 山崎弘也（アンタッチャブル）

### ナレーション
- 金沢寿一
- 高山みなみ（2011年4月から）

## 主なスタッフ
番組終了時点
- 構成：北本かつら、櫻井昭宏、たむらようこ、石井裕之、石坂伸太郎、八代丈寛、古賀文恵
- リサーチ：スコープ、伊藤真二、徳大寺喜八、清水寛生、松本建一
- TP：高木久之（MBS）、深谷高史
- SW：小川利行
- カメラ：矢代祐一
- VE：水野博道
- 音声：篠良一
- 照明：長谷川英樹
- TK：浜川久美
- 音響効果：久坂惠紹
- 技術デスク：高橋朋子（MBS）
- 編集：小宮純一
- MA：伊藤敬一
- ロケ技術：ティ・ピー・ブレーン、ゼファー、光学堂、With、八峯テレビ
- 美術プロデューサー：上中普雄（MBS）、中嶋美津夫
- アートディレクター：内田公幸（MBS）
- デザイン：中西勇二（MBS）、宇野宏美
- 美術制作：宇賀田暁彦
- 装置：森田正樹
- 大道具：岩尾匡介
- 電飾：真鍋明
- アクリル：鈴木正樹
- 装飾：徳田圭次
- オープニングCG：紀野伸子（MBS企画）
- タイトル：保利操（MBS企画）
- キャラデザイン：村上喬規（MBS企画）
- メイク：マービィ
- 編成：山本達也（MBS）
- 宣伝：安藤ひと美（MBS）
- AP：山崎文菜（THE WORKS）
- AD：江原晃子、青柳隼人、大野隆博、大村健介、赤堀里夏、許仁郷、根来昭人、二石英憲、多田和美
- FD：黒田源治（SSSystem）
- ディレクター：伊藤和彦、松原綾子、水島紳一郎・平野隼人・松原裕（以上THE WORKS）、三澤真（DAWN）、小峰智、川名良和（LOGIC）、前田知秀・古田隆文（レジスタx1）、大谷修、松井美保、高橋真琴（BRAIN MAX）、高橋寛之（やんかわ商店）、亀山剛志、山口貴由（NON PRO）
- 演出：山崎陽宏・卯目速人（以上THE WORKS）、瀧島光人（DAWN.ドーン）、袰川斉（やんかわ商店）、小谷直之（BRAIN MAX）、藤本創（NON PRO）
- 総合演出：林智也（MBS）
- プロデューサー：北野弘（MBS）、横田一（MBS）、北詰由賀（THE WORKS）、松本光司（DAWN.ドーン）、末吉明人（サイ・ゴン）
- 収録スタジオ：レモンスタジオ（ノンクレジット扱い）
- 協力：放送映画製作所、ニユーテレス、アックス、プログレッソ、麻布プラザ、戯音工房、MBS企画
- 制作協力：THE WORKS、DAWN.ドーン、やんかわ商店、BRAIN MAX、レジスタx1、トリックスター、NON PRO
- 製作著作：毎日放送

過去
- 編成：合田忠弘（MBS）
- AP：岸加苗（THE WORKS）

## ネット局
| 放送対象地域   | 放送局                    | 系列    | 放送日時                 |
| -------------- | ------------------------- | ------- | ------------------------ |
| 近畿広域圏     | 毎日放送（MBS）           | TBS系列 | 水曜 21時00分 - 21時54分 |
| 北海道         | 北海道放送（HBC）         | TBS系列 | 水曜 21時00分 - 21時54分 |
| 青森県         | 青森テレビ（ATV）         | TBS系列 | 水曜 21時00分 - 21時54分 |
| 岩手県         | IBC岩手放送（IBC）        | TBS系列 | 水曜 21時00分 - 21時54分 |
| 宮城県         | 東北放送（TBC）           | TBS系列 | 水曜 21時00分 - 21時54分 |
| 山形県         | テレビユー山形（TUY）     | TBS系列 | 水曜 21時00分 - 21時54分 |
| 福島県         | テレビユー福島（TUF）     | TBS系列 | 水曜 21時00分 - 21時54分 |
| 関東広域圏     | TBSテレビ（TBS）          | TBS系列 | 水曜 21時00分 - 21時54分 |
| 山梨県         | テレビ山梨（UTY）         | TBS系列 | 水曜 21時00分 - 21時54分 |
| 新潟県         | 新潟放送（BSN）           | TBS系列 | 水曜 21時00分 - 21時54分 |
| 長野県         | 信越放送（SBC）           | TBS系列 | 水曜 21時00分 - 21時54分 |
| 静岡県         | 静岡放送（SBS）           | TBS系列 | 水曜 21時00分 - 21時54分 |
| 富山県         | チューリップテレビ（TUT） | TBS系列 | 水曜 21時00分 - 21時54分 |
| 石川県         | 北陸放送（MRO）           | TBS系列 | 水曜 21時00分 - 21時54分 |
| 中京広域圏     | 中部日本放送（CBC）       | TBS系列 | 水曜 21時00分 - 21時54分 |
| 鳥取県・島根県 | 山陰放送（BSS）           | TBS系列 | 水曜 21時00分 - 21時54分 |
| 岡山県・香川県 | 山陽放送（RSK）           | TBS系列 | 水曜 21時00分 - 21時54分 |
| 広島県         | 中国放送（RCC）           | TBS系列 | 水曜 21時00分 - 21時54分 |
| 山口県         | テレビ山口（tys）         | TBS系列 | 水曜 21時00分 - 21時54分 |
| 愛媛県         | あいテレビ（ITV）         | TBS系列 | 水曜 21時00分 - 21時54分 |
| 高知県         | テレビ高知（KUTV）        | TBS系列 | 水曜 21時00分 - 21時54分 |
| 福岡県         | RKB毎日放送（RKB）        | TBS系列 | 水曜 21時00分 - 21時54分 |
| 長崎県         | 長崎放送（NBC）           | TBS系列 | 水曜 21時00分 - 21時54分 |
| 熊本県         | 熊本放送（RKK）           | TBS系列 | 水曜 21時00分 - 21時54分 |
| 大分県         | 大分放送（OBS）           | TBS系列 | 水曜 21時00分 - 21時54分 |
| 宮崎県         | 宮崎放送（MRT）           | TBS系列 | 水曜 21時00分 - 21時54分 |
| 鹿児島県       | 南日本放送（MBC）         | TBS系列 | 水曜 21時00分 - 21時54分 |
| 沖縄県         | 琉球放送（RBC）           | TBS系列 | 水曜 21時00分 - 21時54分 |

## 事故
- 2010年12月5日、大阪府堺市内のグラウンドでサッカー企画「Jリーグの選手と子ども100人が試合をしたらどんなスコアになるのか」の収録を、セレッソ大阪の選手らや、同クラブ傘下のサッカースクールに通う児童らが参加して行った。ところがこの収録の最中に、セレッソ側のゴール前に児童らが殺到し、うち小学校3年生の男子児童1人が転倒、さらにこの児童はほかの児童に左腕を踏まれ、左肘骨折で全治3か月の重傷を負った[3]。この企画は負傷した男子児童側から放送の許可を得られたことなどもあり、予定通り2011年1月26日に放送された。